# Мигел Идалго
Дон Мигел Грегорио Антонио Франсиско Игнасио Идалго и Костиља и Гаљага Мандарте Виљасењор (шп. Miguel Gregorio Antonio Francisco Ignacio Hidalgo y Costilla y Gallaga Mandarte Villaseñor; Пенхамо, 8. мај 1753 — Чивава, 30. јул 1811) је био мексички свештеник, старешина духовне школе у Ваљадолиду, вођа борбе за независност Мексика и мексички национални херој. Проглашен је за генералисимуса. Био је на челу војске сељака, рудара и Индијанаца од 80.000 људи и победио је шпанску војску 1810. године. Низом манифеста битно је утицао на радикализацију борбе за независност. Донео је декрете о ослобађању робова, давању земље Индијанцима итд. Нарастање радикализма утицало је да креоли напусте устанак, покрет ослаби и претрпи војни пораз 1811. од шпанских трупа које су заробиле Идалга и стрељале га.